# Kandava (novads)
Kandava est un ancien novads de Lettonie, situé dans la région de Courlande. Créé en 1999, il est supprimé en 2021 et fusionné dans la municipalité de Tukums. 

## Histoire
La municipalité de Kandava (en letton Kandavas  novads) est créée en 1999 lors de la réforme d'une partie du rajons de Tukums et, en 2009, elle est élargie. Elle est composée d'une ville, Kandava, et et de six pagasts, Cėre, Kandava, Matkulė, Vane, Zante et Zemite. En 2009, sa population est de 10 057 habitants et, en 2020, elle compte 7 325 habitants.
Après la réforme administrative et territoriale de 2021, elle est supprimée et intégrée à la nouvelle municipalité de Tukums.